# Progressive Techno
Progressive Techno ist ein Stil des Techno.

## Stiltypische Merkmale
Der Name des Stils weist ähnlich wie bei den Musikrichtungen Progressive House und Progressive Trance auf den progressiven Aufbau der einzelnen Tracks hin. Die oft sehr langen Tracks sind durch minimalistische Änderungen in den Klangfarben der Sounds dramaturgisch aufgebaut, der Track entwickelt sich also nach und nach auf den Höhepunkt zu.

## Vertreter
- Chris Liebing
- Mauro Picotto
- DJ Rush
- Monika Kruse
- Marco Carola
- WJ Henze
- Speedy J
- Zerobro
- Trentemøller
- Mango

## Stiltypische Stücke
- Oxia – Reflexion & Wavez (Monika Kruse Mix)
- Monika Kruse & Voodooamt – Solid State
- Gecko – Boarding & Booster
- WJ Henze & Ingo Boss – Restore Hope
- Ratio – Central Remixed Pt. 5 (Angel Molina Mix)
- Bassoon – Mirage
- Toni Rios – Sueno (Chris Liebing Mix)
- Voodooamt – Holla die Waldfee (Cyclez)
- Ben Sims – Oblivion
- DJ Rush – Get On Up (Chris Liebing Remix)
- Marco Carola – Question 11 A
- WJH – Split Brain & Type 2
- Estro – Driven
- Ace Of Space (eigentlich Ace The Space) – 9mm Is A Classic (Guy McAffer Remix)

## Stiltypische Alben/Compilations
- Monika Kruse – On the Road Mix